# Pholetesor elpis
Pholetesor elpis är en stekelart som först beskrevs av Nixon 1973.  Pholetesor elpis ingår i släktet Pholetesor och familjen bracksteklar. Inga underarter finns listade i Catalogue of Life.